# باول هندرسون (صحفي)
باول هندرسون (بالإنجليزية: Paul Henderson)‏ هو صحفي ومصور أمريكي، ولد في 10 أكتوبر 1899 في سبرينغفيلد في الولايات المتحدة، وتوفي في 24 مايو 1988 في بالتيمور في الولايات المتحدة.